# أري (لاعب كرة قدم)
أري (بالبرتغالية: Ariclenes Jorge Gabriel da Silva‏) هو لاعب كرة قدم برازيلي، ولد في 18 أبريل 1986 في كوريتيبا في البرازيل. لعب مع نادي إيكاسا ونادي فيغورينسي.